# Tano Cimarosa
Tano Cimarosa, pseudonimo di Gaetano Cisco (Messina, 1º gennaio 1922 – Messina, 24 maggio 2008), è stato un attore, regista e sceneggiatore italiano.

## Biografia
Fratello degli attori Michele e Giovanni, dalla natia Sicilia si sposta a Roma, dove nei primi anni cinquanta del XX secolo inizia la carriera di attore, impersonando quasi sempre lo stereotipo del siciliano medio, istintivo e sanguigno, dai ruoli comici a quelli drammatici. La prima sua caratterizzazione di rilievo è quella del mafioso Zecchinetta ne Il giorno della civetta diretto nel 1968 da Damiano Damiani.
In seguito compare accanto ad Alberto Sordi nel ruolo del padre di una numerosa famiglia ne Il medico della mutua (1968), nel ruolo di padre di Ornella Muti ne La moglie più bella del 1969 (il suo personaggio si chiama proprio Gaetano "Tano" Cimarosa, che scelse di utilizzare come proprio pseudonimo), nel ruolo di un emigrato in Bello, onesto, emigrato Australia sposerebbe compaesana illibata (1971) e infine nel ruolo di una guardia carceraria in Detenuto in attesa di giudizio (1972). Magistrale è la sua apparizione in Pane e cioccolata (1974) di Franco Brusati, nel tragicomico ruolo dell'emigrato Gigi.

### La regia
Negli anni settanta tenta anche la carriera registica, realizzando tre film: il thriller-erotico Il vizio ha le calze nere (1975), il poliziottesco No alla violenza (1977) e Uomini di parola (1981), quest'ultimo film sul mondo della mafia girato nella provincia messinese. Successivamente è stata una presenza costante in alcuni film di Giuseppe Tornatore, Nuovo Cinema Paradiso (1988), L'uomo delle stelle (1994), Una pura formalità (1995). Negli ultimi anni è apparso anche in alcuni sceneggiati Rai e Mediaset, tra i quali ricordiamo Don Matteo nel ruolo di zio Carmelo, parente del maresciallo Cecchini (Nino Frassica).

### La morte
Malato da tempo, e ricoverato in una struttura sanitaria del Lazio, espresse il desiderio di morire a Messina, sua città natale. Cimarosa morì in una casa di riposo comunale il 24 maggio 2008, all'età di 86 anni. Al termine del funerale, che si tenne il 26 maggio nella Chiesa del Carmine di Messina e al quale presero parte Massimo Mollica e Nino Frassica, come molte altre la bara rimase per lungo tempo presso il deposito del Cimitero monumentale di Messina in attesa di sepoltura.
La tumulazione avvenne nel marzo 2010 presso il Famedio, la zona riservata agli uomini illustri. Tuttavia, la tomba continuò a versare in uno stato di abbandono e priva di lapide. Solamente nel marzo 2017, per interessamento del nipote Salvatore Arimatea e grazie a una donazione, la tomba dell'attore ha ricevuto una lapide decorosa, che riporta il seguente epitaffio: «Strappò sorrisi all’inopia del dopoguerra e a quanti vennero dopo». Nel 2021 la città di Messina gli ha intitolato una via nel Villaggio CEP.

## Filmografia

Tano Cimarosa in Nuovo Cinema Paradiso

Tano Cimarosa (a sinistra) insieme a Nino Manfredi (al centro) e Max Delys (a destra) in Pane e cioccolata (1974)

### Attore

#### Cinema
- Il tesoro di Rommel, regia di Romolo Marcellini (1955)
- La smania addosso, regia di Marcello Andrei (1962)
- Mafia alla sbarra, regia di Oreste Palella (1963)
- Mare matto, regia di Renato Castellani (1963)
- 2 mafiosi contro Al Capone, regia di Giorgio Simonelli (1966)
- I due parà, regia di Lucio Fulci (1966)
- Il lungo, il corto, il gatto, regia di Lucio Fulci (1967)
- Questi fantasmi (non accreditato), regia di Renato Castellani (1967)
- Chiedi perdono a Dio... non a me, regia di Vincenzo Musolino (1968)
- Il giorno della civetta, regia di Damiano Damiani (1968)
- Commando suicida, regia di Camillo Bazzoni (1968)
- Il medico della mutua, regia di Luigi Zampa (1968)
- La morte sull'alta collina, regia di Fred Ringold (1968)
- Cinque figli di cane, regia di Alfio Caltabiano (1969)
- Il commissario Pepe, regia di Ettore Scola (1969)
- La moglie più bella, regia di Damiano Damiani (1969)
- Barbagia (La società del malessere), regia di Carlo Lizzani (1969)
- Per grazia ricevuta, regia di Nino Manfredi (1970)
- Una spada per Brando, regia di Alfio Caltabiano (1970)
- Bello, onesto, emigrato Australia sposerebbe compaesana illibata, regia di Luigi Zampa (1971)
- Darsela a gambe (La Poudre d'escampette), regia di Philippe de Broca (1971)
- Stanza 17-17 palazzo delle tasse, ufficio imposte, regia di Michele Lupo (1971)
- Così sia, regia di Alfio Caltabiano (1972)
- Delirio caldo, regia di Renato Polselli (1972)
- Detenuto in attesa di giudizio, regia di Nanni Loy (1972)
- Una matta, matta, matta corsa in Russia, regia di Ėl'dar Aleksandrovič Rjazanov e Franco Prosperi (1973)
- Oremus, Alleluia e Così Sia, regia di Alfio Caltabiano (1973)
- Milano rovente, regia di Umberto Lenzi (1973)
- Pasqualino Cammarata... capitano di fregata, regia di Mario Amendola (1973)
- Tutti figli di Mammasantissima, regia di Alfio Caltabiano (1973)
- Pane e cioccolata regia di Franco Brusati (1974)
- L'ammazzatina, regia di Ignazio Dolce (1974)
- L'esorciccio, regia di Ciccio Ingrassia (1975)
- Perché si uccide un magistrato, regia di Damiano Damiani (1976)
- Il trucido e lo sbirro, regia di Umberto Lenzi (1976)
- L'Italia in pigiama, regia di Guido Guerrasio (1977)
- Un uomo in ginocchio, regia di Damiano Damiani (1979)
- Café Express, regia di Nanni Loy (1980)
- Sfrattato cerca casa equo canone, regia di Pier Francesco Pingitore (1983)
- Sicilian Connection, regia di Tonino Valerii (1987)
- Nuovo Cinema Paradiso, regia di Giuseppe Tornatore (1988)
- Faida, regia di Paolo Pecora (1988)
- C'è posto per tutti, regia di Giancarlo Planta (1990)
- Il sole buio, regia di Damiano Damiani (1990)
- Ragazzi fuori, regia di Marco Risi (1990)
- Anni 90 - Parte II, regia di Enrico Oldoini (1993)
- Italia Village, regia di Giancarlo Planta (1994)
- Una pura formalità, regia di Giuseppe Tornatore (1994)
- L'uomo delle stelle, regia di Giuseppe Tornatore (1995)
- Frida professione manager, regia di Renato Polselli (2000)
- Una milanese a Roma, regia di Diego Febbraro (2001)
- Due amici, regia di Spiro Scimone e Francesco Sframeli (2002)
- Come inguaiammo il cinema italiano - La vera storia di Franco e Ciccio, regia di Ciprì e Maresco (2004)
- L'anno mille, regia di Diego Febbraro (2008)

#### Televisione
- All'ultimo minuto – serie TV, episodio La scelta (1971)
- Un uomo di rispetto, regia di Damiano Damiani – miniserie TV (1992)
- Quelli della speciale – serie TV (1993)
- Passioni – serie TV (1993)
- Una storia qualunque, regia di Alberto Simone – miniserie TV (2000)
- Don Matteo – serie TV, episodio 5x19 (2006)

#### Cortometraggi
- Polifemo, regia di Alfredo Santucci (1998)
- I rumori della vita, regia di Francesco Lama (2002)
- Maschere, regia di Salvatore Arimatea (2006)
- Imprinting, regia di Salvatore Arimatea (2008)

### Regista
- Il vizio ha le calze nere (1975)
- No alla violenza (1977)
- Uomini di parola (1981)

## Documentario
- Lo chiamavano Zecchinetta (2010)

## Doppiatori italiani
- Ferruccio Amendola in I due parà, Così sia
- Sergio Tedesco in Chiedi perdono a Dio... non a me
- Arturo Dominici in Il medico della mutua
- Corrado Gaipa in Cinque figli di cane
- Gigi Pirarba in Barbagia (La società del malessere)
- Pino Caruso in Per grazia ricevuta